# Nažbilj
Nažbilj är en ort i Bosnien och Hercegovina.   Den ligger i entiteten Federationen Bosnien och Hercegovina, i den centrala delen av landet, 40 km norr om huvudstaden Sarajevo. Nažbilj ligger 884 meter över havet och antalet invånare är 191.
Terrängen runt Nažbilj är lite bergig. Närmaste större samhälle är Visoko, 19,7 km söder om Nažbilj. 
I omgivningarna runt Nažbilj växer i huvudsak blandskog. Runt Nažbilj är det ganska tätbefolkat, med 93 invånare per kvadratkilometer.